# Governo militare degli Stati Uniti per le isole Ryūkyū
Il Governo militare degli Stati Uniti per le isole Ryūkyū, abbreviato in USMGR (琉球列島米国軍政府?, giapponese: Ryūkyū-rettō Beikoku Gunseifu, lingua di Okinawa: Rūcū ʔAmirika Minhyōjōju), indicato anche come U.S. Ryūkyū Islands, è stato il governo che, dopo la Seconda guerra mondiale, ha governato l'arcipelago delle Ryūkyū, in Giappone (con sede nell'isola di Okinawa) dal 1945 al 1950, quando è stato sostituito dall'Amministrazione civile degli Stati Uniti d'America per le isole Ryūkyū (USCAR).

## Storia
La prima presenza americana prolungata nelle isole Ryūkyū iniziò con l'arrivo del commodoro Matthew C. Perry nel maggio 1853, a Okinawa. Poco più di un anno dopo, questa presenza terminò con la partenza di Perry. Perry sperava di utilizzare Okinawa come trampolino di lancio per aprire le relazioni con il Giappone durante il periodo Bakumatsu. Quasi 100 anni dopo, gli americani tornarono sulle isole, a partire dall'aprile 1945, dopo la fine dell'ultima battaglia della Seconda Guerra Mondiale. Anche in questo caso, la presenza americana fu un trampolino di lancio per il Giappone.
Dopo la battaglia di Okinawa del 1945, la Marina statunitense ottenne il controllo amministrativo dell'arcipelago di Okinawa, mentre altri tre gruppi di isole dell'arcipelago delle Ryūkyū (gli arcipelaghi di Kerama, Daitō e Sakishima) passarono sotto il controllo dell'esercito.
Il 18 luglio 1945, la Marina trasferì la sovranità dell'arcipelago di Okinawa alle Forze Armate nel Pacifico (AFPAC), ma ne riprese il controllo il 21 settembre e istituì un governo militare sulle isole. Infine, il 1º luglio 1946, l'esercito riprese il controllo e organizzò il suo comando dalla base di Okinawa. Il 1º gennaio 1947, l'AFPAC fu riorganizzato come Comando dell'Estremo Oriente (FECOM) e fu istituito un governo unificato delle Isole Ryūkyū, comprendente un apparato governativo militare, posto alle dipendenze del Comandante supremo alleato a Tokyo.

## Sistema di governo
Il governo era guidato dal Governatore Militare (軍政長官?, Gunsei Chōkan) e dal suo secondo in comando, il Capo del Governo Militare (軍政府長官?, Gunsei-fu Chōkan). Erano assistiti dal vice comandante del governo militare (軍政府副長官?, Gunsei-fu Fuku-chōkan).